# Maesobotrya fallax
Espèce
Maesobotrya fallax est une espèce de plantes à fleurs de la famille des Phyllanthaceae, qui fut découverte par Ferdinand Albin Pax en 1922.